# Elis Wiklund
Elis Wiklund (Ullånger, 12 december 1909 - Sollefteå, 17 maart 1982) was een Zweeds langlaufer. 

## Carrière
Wiklund won in 1934 de wereldtitel op de 50 kilometer in eigen land. Twee jaar later tijdens de Olympische Winterspelen van 1936 won Wiklund de gouden medaille op de 50 kilometer.

## Belangrijkste resultaten

### Olympische Winterspelen
| Editie | Plaats                 | Resultaten |
| ------ | ---------------------- | ---------- |
| 1936   | Garmisch-Partenkirchen | 50 km      |

### Wereldkampioenschappen langlaufen
| Jaar | Plaats                 | Resultaten |
| ---- | ---------------------- | ---------- |
| 1934 | Sollefteå              | 50 km      |
| 1936 | Garmisch-Partenkirchen | 50 km      |